# Laia Yurss i Ramos
Laia Yurss Ramos (Barcelona, 14 de desembre de 1982) és una jugadora d'hoquei sobre herba catalana.
Formada en la posició de davantera al Club Deportiu Terrassa, entre 2000 i 2002 va guanyar tres lligues espanyoles, dues copes de la Reina, tres campionats de Catalunya, un campionat d'Espanya d'hoquei sala i un campionat de Catalunya d'hoquei sala. Posteriorment, va fitxar pel Júnior FC amb el qual va aconseguir el subcampionat d'Espanya d'hoquei sala el 2005. La temporada 2006-07 va retornar al CD Terrassa. En aquesta segona etapa, va guanyar una Lliga espanyola, una Copa de la Reina i un Campionat de Catalunya. Va debutar internacionalment amb la selecció espanyola d'hoquei herba el 2005.

## Palmarès

### Hoquei sobre herba
Clubs
- 4 Lligues espanyoles d'hoquei herba femenina: 1999-00, 2000-01, 2001-02, 2007-08
- 3 Copes espanyoles d'hoquei herba femenina: 1999-00, 2000-01, 2006-07
- 4 Campionats de Catalunya d'hoquei herba femenina: 1999-00, 2000-01, 2001-02, 2007-08

### Hoquei sala
Clubs
- 2 Campionats d'Espanya d'hoquei sala femenina: 2000-01, 2001-02
- 1 Campionat de Catalunya d'hoquei sala femenina: 2000-01